# Giuliano e i Notturni (album)
Giuliano e i Notturni è il primo ed unico album dell'omonimo gruppo musicale beat italiano, pubblicato nel 1969. Nel 1996 è stato riedito su CD dalla On Sale Music.

## Tracce
Lato A
1. Il ballo di Simone – 2:15
2. E sono solo – 3:20
3. L'amore è difficile – 2:10
4. Oggi sono tanto triste – 2:55
5. Ieri ti ho detto di no – 2:00
6. Non sai capire – 2:25

Lato B
1. Ragazzina, ragazzina – 2:37
2. L'ora di piangere – 2:30
3. Tengo il tuo amor – 2:05
4. Tu che conosci lei – 2:35
5. La giostra della felicità – 2:55
6. Prima di dormir bambina – 2:20

## Formazione
- Giuliano Cederle - voce
- Roberto Gherardi - organo
- Pierluigi Ronzan - chitarra
- Giuseppe Tognon - basso
- Oscar Sandri - batteria
- Gianni Vettorel - sassofono tenore